# Reelaboració tafonòmica

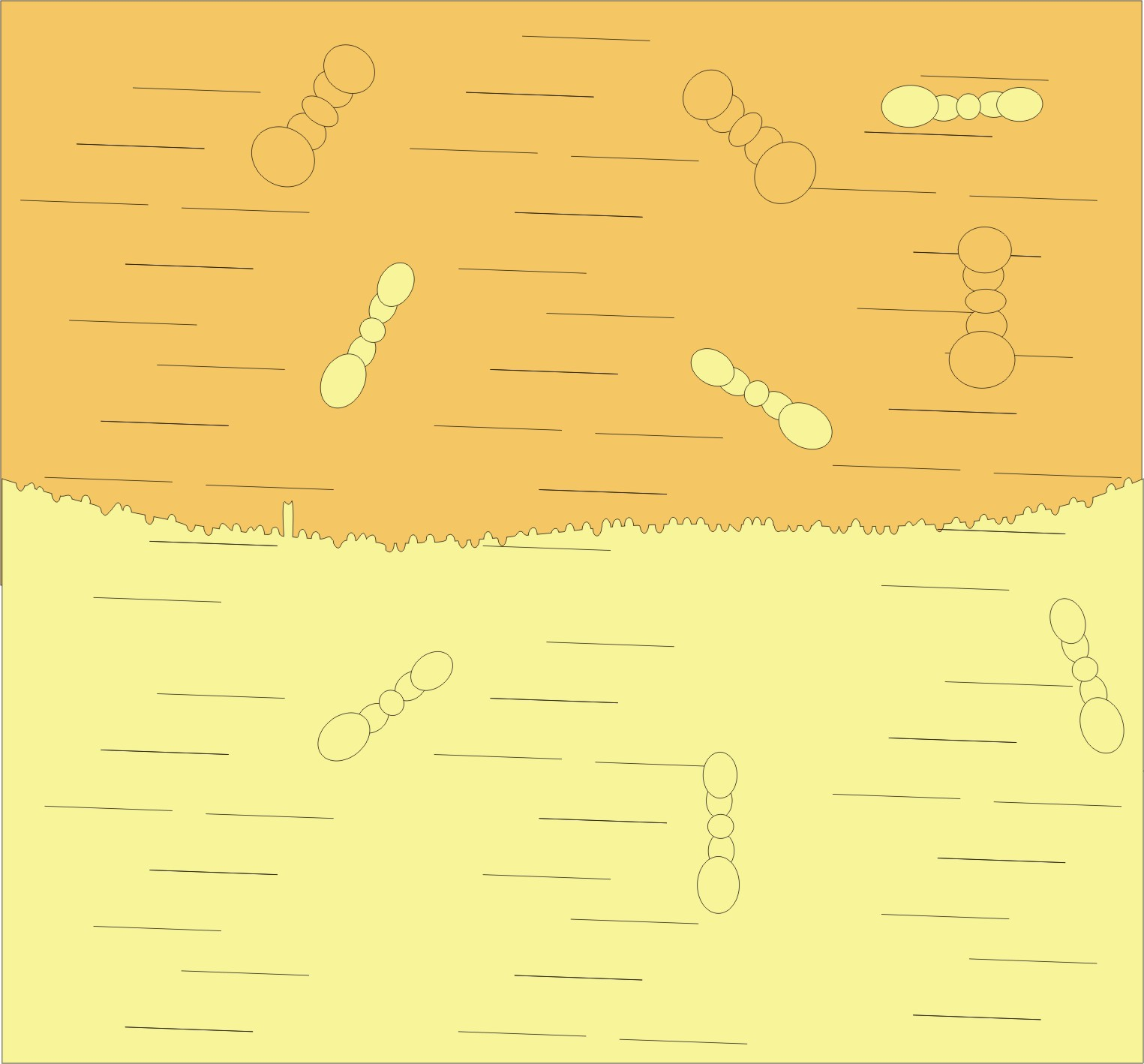
Gràfic que mostra diversos motles interns d'ammonits soterrats en el sediment. Els fòssils de color groc que es troben englobats en el sediment taronja han sofert un procés de reelaboració tafonòmica. Els ammonits grocs són més antics que els taronja, tot i que es troben en el mateix estrat

La reelaboració tafonòmica és un procés propi de la fase fossildiagenètica, pel qual les restes fòssils sofreixen un desenterrament i desplaçament, per tornar a ser soterrades. Això implica que es poden trobar fòssils en estrats d'edat diferent a l'edat de la resta. Als fòssils que han sofert aquest procés se'ls denomina fòssils reelaborats.

## Criteris per a reconéixer-ne la reelaboració
Hi ha diferents criteris per adeterminar quan un fòssil és reelaborat:
- Diferències en l'estructura, textura i composició entre el motle intern i el sediment que l'engloba.
- La presència en motles interns de diferents generacions de sediments separats per fases de cimentació.
- Presència d'estructures geodes incongruents o inverses.
- Presència de facetes de desgast en motles interns.
- Presència de bioerosió o restes d'organismes colonitzadors en motles interns.